# Championnat sud-américain de football de 1959 (Argentine)
Pour les articles homonymes, voir Championnat sud-américain de football de 1959.
Navigation
Pérou 1957 Équateur 1959
Le Championnat sud-américain de football de 1959 en Argentine est la vingt-sixième édition du championnat sud-américain de football des nations, connu comme la Copa América depuis 1975, qui a eu lieu à Buenos Aires en Argentine du 7 mars au 4 avril 1959.
L'Argentine est désignée pour accueillir le tournoi de 1959 en pleine désorganisation de la CONMEBOL, qui fait se dérouler deux tournois la même année.
Les pays participants sont l'Argentine, la Bolivie, le Brésil, le Chili, le Paraguay, le Pérou et l'Uruguay.

## Résultats

### Classement final
Les sept équipes participantes sont réunies au sein d'une poule unique où chaque formation rencontre une fois ses adversaires. À l'issue des rencontres, l'équipe classée première remporte la compétition.
|   | Équipe    | Pts | J | G | N | P | BP | BC | Diff |
| - | --------- | --- | - | - | - | - | -- | -- | ---- |
| 1 | Argentine | 11  | 6 | 5 | 1 | 0 | 19 | 5  | +14  |
| 2 | Brésil    | 10  | 6 | 4 | 2 | 0 | 17 | 7  | +10  |
| 3 | Paraguay  | 6   | 6 | 3 | 0 | 3 | 12 | 12 | 0    |
| 4 | Pérou     | 5   | 6 | 1 | 3 | 2 | 10 | 11 | -1   |
| 5 | Chili     | 5   | 6 | 2 | 1 | 3 | 9  | 14 | -5   |
| 6 | Uruguay   | 4   | 6 | 2 | 0 | 4 | 15 | 14 | +1   |
| 7 | Bolivie   | 1   | 6 | 0 | 1 | 5 | 4  | 23 | -19  |

| 7 mars  | Argentine | 6 | 1 | Chili    |
| 8 mars  | Uruguay   | 7 | 0 | Bolivie  |
| 10 mars | Brésil    | 2 | 2 | Pérou    |
| 11 mars | Paraguay  | 2 | 1 | Chili    |
| 11 mars | Argentine | 2 | 0 | Bolivie  |
| 14 mars | Pérou     | 5 | 3 | Uruguay  |
| 15 mars | Paraguay  | 5 | 0 | Bolivie  |
| 15 mars | Brésil    | 3 | 0 | Chili    |
| 18 mars | Uruguay   | 3 | 1 | Paraguay |
| 18 mars | Argentine | 3 | 1 | Pérou    |
| 21 mars | Brésil    | 4 | 2 | Bolivie  |
| 21 mars | Chili     | 1 | 1 | Pérou    |
| 22 mars | Argentine | 3 | 1 | Paraguay |
| 26 mars | Chili     | 5 | 2 | Bolivie  |
| 26 mars | Brésil    | 3 | 1 | Uruguay  |
| 29 mars | Pérou     | 0 | 0 | Bolivie  |
| 29 mars | Brésil    | 4 | 1 | Paraguay |
| 30 mars | Argentine | 4 | 1 | Uruguay  |
| 2 avril | Paraguay  | 2 | 1 | Pérou    |
| 2 avril | Chili     | 1 | 0 | Uruguay  |
| 4 avril | Argentine | 1 | 1 | Brésil   |

### Matchs
| 7 mars 1959 | Argentine                                                    | 6 – 1 | Chili          | Stade Monumental (Buenos Aires)                       |                                                       |
| | Manfredini 5e, 50e · Callá 7e · Pizzuti 17e, 39e · Belén 75e | (4 - 1) | L. Alvarez 25e | Spectateurs : 70 000 Arbitrage : Washington Rodríguez | Spectateurs : 70 000 Arbitrage : Washington Rodríguez |
| Negri - Cardoso, Nuin - Simeone, Cap, Varacka - Corbatta, Pizzuti ( 75e Güenzatti), Manfredini, Callá ( 75e Rodríguez), Belén | Équipes                                                      | Coloma - Torres ( R. Sánchez), Valdés - Navarro, Vera, H. Rodríguez - J. Soto, L. Alvarez, Tobar ( E. Rojas), L. Sánchez, Toro |                | Spectateurs : 70 000 Arbitrage : Washington Rodríguez | Spectateurs : 70 000 Arbitrage : Washington Rodríguez |

| 8 mars 1959 | Uruguay                                                                               | 7 – 0 | Bolivie | Stade Monumental (Buenos Aires)                          |                                                          |
| | Sasía 5e · Escalada 12e · Guaglianone 17e · Borges 60e, 65e · Douksas 69e · Pérez 89e | (3 - 0) |         | Spectateurs : 35 000 Arbitrage : Alberto da Gama Malcher | Spectateurs : 35 000 Arbitrage : Alberto da Gama Malcher |
| Taibo - Martínez, Rodríguez - Fernández, Gonçalves, Miramontes - Núñez ( 46e Pérez), Aguilera, Guaglianone ( 46e Douksas), Sasía, Escalada ( 46e Borges) | Équipes                                                                               | Soliz ( A. López) - Santos, Burgos - Claure, Vargas ( Ramírez), Sánchez - Camacho, García, Ugarte, R. López, Alcón ( Aguirre) |         | Spectateurs : 35 000 Arbitrage : Alberto da Gama Malcher | Spectateurs : 35 000 Arbitrage : Alberto da Gama Malcher |

| 10 mars 1959                                                                                                 | Brésil              | 2 – 2 | Pérou              | Stade Monumental (Buenos Aires)                |                                                |
| | Didí 24e · Pelé 48e | (1 - 0) | Seminario 59e, 77e | Spectateurs : 45 000 Arbitrage : Carlos Robles | Spectateurs : 45 000 Arbitrage : Carlos Robles |
| Castilho - Paulinho, Bellini - Nílton Santos, Zito, Orlando - Dorval, Didí, Henrique, Pelé ( Almir), Zagallo | Équipes             | Asca - Benítez, Fleming - De la Vega, Fernández, Grimaldo - Gómez Sánchez, Loayza ( Carrasco), Terry, Joya, Seminario |                    | Spectateurs : 45 000 Arbitrage : Carlos Robles | Spectateurs : 45 000 Arbitrage : Carlos Robles |

| 11 mars 1959 | Paraguay       | 2 – 1 | Chili                 | Stade Monumental (Buenos Aires)              |                                              |
| | Aveiro 8e, 14e | (2 - 1) | L. Sánchez 34e (pen.) | Spectateurs : 45 000 Arbitrage : Luis Ventre | Spectateurs : 45 000 Arbitrage : Luis Ventre |
| Aguilar - Gini, Lezcano - Villalba, Echagüe, C. Sanabria - I. Sanabria ( Penayo), Insfrán, Aveiro, Cañete, Ré ( Doldán) | Équipes        | Coloma - R. Sánchez, Valdés - Navarro, Vera, H. Rodríguez - J. Soto, L. Alvarez, M. Soto ( E. Rojas), L. Sánchez, Toro |                       | Spectateurs : 45 000 Arbitrage : Luis Ventre | Spectateurs : 45 000 Arbitrage : Luis Ventre |

| 11 mars 1959 | Argentine               | 2 – 0 | Bolivie | Stade Monumental (Buenos Aires)                |                                                |
| | Corbatta 2e · Callá 79e | (1 - 0) |         | Spectateurs : 45 000 Arbitrage : Carlos Robles | Spectateurs : 45 000 Arbitrage : Carlos Robles |
| Negri - Cardoso, Murúa - Simeone ( 46e Lombardo), Cap, Varacka - Corbatta, Pizzuti ( 80e Güenzatti), Manfredini, Callá, Belén | Équipes                 | A. López - Santos, Burgos - Claure, Ramírez, Sánchez ( Aramayo) - Camacho, Mena ( García), R. López ( Ugarte), Alcócer, Aguirre |         | Spectateurs : 45 000 Arbitrage : Carlos Robles | Spectateurs : 45 000 Arbitrage : Carlos Robles |

| 14 mars 1959 | Pérou                               | 5 – 3 | Uruguay                              | Stade Monumental (Buenos Aires)                |                                                |
| | Loayza 4e, 27e, 42e · Joya 29e, 79e | (4 - 2) | Demarco 2e · Douksas 31e · Sasía 81e | Spectateurs : 40 000 Arbitrage : Carlos Robles | Spectateurs : 40 000 Arbitrage : Carlos Robles |
| Asca - Benítez, Fleming - De la Vega, Fernández, Grimaldo ( Flores) - Gómez Sánchez, Loayza ( Carrasco), Terry ( Montalvo), Joya, Seminario ( 37e) | Équipes                             | Taibo - Martínez, Rodríguez - Fernández ( 46e Davoine), Gonçalves, Miramontes ( 46e Mesías) - Núñez, Demarco, Douksas ( 72e Aguilera), Sasía, Borges |                                      | Spectateurs : 40 000 Arbitrage : Carlos Robles | Spectateurs : 40 000 Arbitrage : Carlos Robles |

| 15 mars 1959 | Paraguay                                        | 5 – 0 | Bolivie | Stade Monumental (Buenos Aires)                          |                                                          |
| | Ré 1re, 21e, 50e · I. Sanabria 11e · Aveiro 51e | (3 - 0) |         | Spectateurs : 40 000 Arbitrage : Alberto da Gama Malcher | Spectateurs : 40 000 Arbitrage : Alberto da Gama Malcher |
| Aguilar - Gini, Lezcano - Villalba, Echagüe, C. Sanabria - I. Sanabria ( Penayo), Insfrán ( E. Jara Saguier), Aveiro, Cañete, Ré | Équipes                                         | A. López - Santos, Burgos ( Montes) - Claure, Ramírez, Camacho - Aramayo, Ugarte, R. López, Alcócer, Alcón ( Mena) |         | Spectateurs : 40 000 Arbitrage : Alberto da Gama Malcher | Spectateurs : 40 000 Arbitrage : Alberto da Gama Malcher |

| 15 mars 1959 | Brésil                   | 3 – 0 | Chili | Stade Monumental (Buenos Aires)                 |                                                 |
| | Pelé 43e, 45e · Didí 89e | (2 - 0) |       | Spectateurs : 40 000 Arbitrage : Alberto Tejada | Spectateurs : 40 000 Arbitrage : Alberto Tejada |
| Castilho - Paulinho, Bellini - Coronel, Zito, Orlando - Dorval, Didí, Henrique ( Paulo Valentim), Pelé, Zagallo | Équipes                  | Coloma - R. Sánchez, Valdés - Navarro, Vera, H. Rodríguez - J. Soto ( Verdejo), L. Alvarez ( E. Rojas), M. Soto, L. Sánchez, Moreno |       | Spectateurs : 40 000 Arbitrage : Alberto Tejada | Spectateurs : 40 000 Arbitrage : Alberto Tejada |

| 18 mars 1959 | Uruguay                              | 3 – 1 | Paraguay   | Stade Monumental (Buenos Aires)                |                                                |
| | Demarco 2e · Douksas 37e · Sasía 85e | (2 - 0) | Aveiro 77e | Spectateurs : 70 000 Arbitrage : Carlos Robles | Spectateurs : 70 000 Arbitrage : Carlos Robles |
| Leiva - Alvarez ( 29e Martínez), Silveira - Davoine, Gonçalves, Mesías - Escalada, Demarco, Douksas, Sasía, Borges | Équipes                              | Aguilar ( Casco) - Gini, Lezcano - Villalba, Echagüe, C. Sanabria - I. Sanabria, Insfrán, Aveiro, Cañete ( Parodi), Ré |            | Spectateurs : 70 000 Arbitrage : Carlos Robles | Spectateurs : 70 000 Arbitrage : Carlos Robles |

| 18 mars 1959 | Argentine                                          | 3 – 1 | Pérou      | Stade Monumental (Buenos Aires)                          |                                                          |
| | Corbatta 18e (pen.) · Sosa 42e · Benítez 78e (csc) | (2 - 0) | Loayza 51e | Spectateurs : 70 000 Arbitrage : Alberto da Gama Malcher | Spectateurs : 70 000 Arbitrage : Alberto da Gama Malcher |
| Negri - Griffa, Murúa - Lombardo, Cap, Mouriño - Corbatta ( 78e Nardiello), Pizzuti, Manfredini ( 64e Sosa), Callá, Belén | Équipes                                            | Asca - Benítez, Fleming - De la Vega, Fernández, Grimaldo ( Flores) - Gómez Sánchez, Loayza, Terry ( Carrasco), Joya, Seminario |            | Spectateurs : 70 000 Arbitrage : Alberto da Gama Malcher | Spectateurs : 70 000 Arbitrage : Alberto da Gama Malcher |

| 21 mars 1959 | Brésil                                        | 4 – 2                                                                                                   | Bolivie                | Stade Monumental (Buenos Aires)              |                                              |
| | Pelé 16e · Paulo Valentim 18e, 26e · Didí 89e | (3 - 2)                                                                                                 | Alcón 12e · García 22e | Spectateurs : 25 000 Arbitrage : Luis Ventre | Spectateurs : 25 000 Arbitrage : Luis Ventre |
| Castilho - Paulinho ( Djalma Santos), Mauro - Coronel ( Nílton Santos), Zito ( Formiga), Orlando - Garrincha, Didí, Paulo Valentim, Pelé, Zagallo | Équipes                                       | A. López - Santos, Burgos - Claure, Ramírez, Camacho - Aramayo, Ugarte, R. López, Mena ( García), Alcón |                        | Spectateurs : 25 000 Arbitrage : Luis Ventre | Spectateurs : 25 000 Arbitrage : Luis Ventre |

| 21 mars 1959 | Chili     | 1 – 1 | Pérou      | Stade Monumental (Buenos Aires)                       |                                                       |
| | Tobar 77e | (0 - 1) | Loayza 12e | Spectateurs : 50 000 Arbitrage : Washington Rodríguez | Spectateurs : 50 000 Arbitrage : Washington Rodríguez |
| Coloma - R. Sánchez, Valdés - Navarro, Vera, H. Rodríguez ( E. Rojas) - J. Soto, Toro ( Hoffman), M. Soto, L. Sánchez ( Tobar), Moreno | Équipes   | Asca - Benítez, Flores - De la Vega, Fernández, Lostaunau - Gómez Sánchez, Loayza, Terry ( Carrasco), Joya, Seminario |            | Spectateurs : 50 000 Arbitrage : Washington Rodríguez | Spectateurs : 50 000 Arbitrage : Washington Rodríguez |

| 22 mars 1959 | Argentine                         | 3 – 1 | Paraguay   | Stade Monumental (Buenos Aires)                |                                                |
| | Corbatta 15e · Sosa 63e · Cap 69e | (1 - 1) | Parodi 36e | Spectateurs : 50 000 Arbitrage : Carlos Robles | Spectateurs : 50 000 Arbitrage : Carlos Robles |
| Negri - Griffa, Murúa - Lombardo, Cap, Mouriño - Corbatta ( 52e Nardiello), Pizzuti, Sosa, Callá ( 52e Rodríguez), Belén ( 86e Brookes) | Équipes                           | Casco - Arévalo, Lezcano - Villalba, Echagüe ( Sánchez), C. Sanabria - I. Sanabria, Insfrán ( E. Jara Saguier), Aveiro, Cañete ( Parodi), Ré |            | Spectateurs : 50 000 Arbitrage : Carlos Robles | Spectateurs : 50 000 Arbitrage : Carlos Robles |

| 26 mars 1959 | Chili                                               | 5 – 2 | Bolivie          | Stade Monumental (Buenos Aires)              |                                              |
| | M. Soto 7e, 42e · J. Soto 17e, 51e · L. Sánchez 89e | (3 - 1) | Alcócer 25e, 76e | Spectateurs : 70 000 Arbitrage : Luis Ventre | Spectateurs : 70 000 Arbitrage : Luis Ventre |
| Coloma - R. Sánchez, Valdés - Navarro ( Eyzaguirre), Vera ( J. Rojas) , H. Rodríguez - J. Soto, Hoffman, M. Soto, L. Sánchez, Moreno ( E. Rojas) | Équipes                                             | A. López - Santos, Burgos - Claure ( Centeno), Ramírez ( Vargas), Camacho - Aramayo, Ugarte ( Valda), R. López, Alcócer, Aguirre |                  | Spectateurs : 70 000 Arbitrage : Luis Ventre | Spectateurs : 70 000 Arbitrage : Luis Ventre |

| 26 mars 1959 | Brésil                       | 3 – 1 | Uruguay      | Stade Monumental (Buenos Aires)                |                                                |
| | Paulo Valentim 62e, 80e, 89e | (0 - 1) | Escalada 36e | Spectateurs : 70 000 Arbitrage : Carlos Robles | Spectateurs : 70 000 Arbitrage : Carlos Robles |
| Castilho ( Gilmar) - Djalma Santos, Bellini - Coronel ( Paulo Valentim), Formiga, Orlando ( 32e) - Garrincha ( Dorval), Didí, Almir ( 32e), Pelé, Chinesinho | Équipes                      | Leiva - Martínez, Silveira - Davoine ( 32e), Gonçalves ( 32e), Mesías - Escalada ( 46e Aguilera), Demarco, Douksas, Sasía, Borges ( 46e Fernández) |              | Spectateurs : 70 000 Arbitrage : Carlos Robles | Spectateurs : 70 000 Arbitrage : Carlos Robles |

| 29 mars 1959 | Pérou   | 0 – 0 | Bolivie | Stade Monumental (Buenos Aires)                       |                                                       |
| |         | (0 - 0) |         | Spectateurs : 40 000 Arbitrage : Washington Rodríguez | Spectateurs : 40 000 Arbitrage : Washington Rodríguez |
| Asca - Benítez, Flores ( Calenzani) - De la Vega, Fernández, Grimaldo - Gómez Sánchez, Loayza ( Carrasco), Terry ( Urdániga), Joya, Seminario | Équipes | A. López - Santos, Montes - Centeno, Vargas, Camacho - Aramayo ( Ugarte), García, R. López ( Valda), Alcócer, Aguirre |         | Spectateurs : 40 000 Arbitrage : Washington Rodríguez | Spectateurs : 40 000 Arbitrage : Washington Rodríguez |

| 29 mars 1959 | Brésil                              | 4 – 1 | Paraguay  | Stade Monumental (Buenos Aires)                |                                                |
| | Pelé 25e, 60e, 63e · Chinesinho 35e | (2 - 1) | Parodi 4e | Spectateurs : 40 000 Arbitrage : Carlos Robles | Spectateurs : 40 000 Arbitrage : Carlos Robles |
| Gilmar - Djalma Santos, Bellini - Coronel, Formiga, Esteves - Garrincha ( Dorval), Didí, Paulo Valentim, Pelé, Chinesinho | Équipes                             | Casco - Gini, Lezcano - Villalba, Arévalo, C. Sanabria - I. Sanabria, Insfrán, Doldán ( Aveiro), Parodi ( Cañete), Ré ( E. Jara Saguier) |           | Spectateurs : 40 000 Arbitrage : Carlos Robles | Spectateurs : 40 000 Arbitrage : Carlos Robles |

| 30 mars 1959 | Argentine                      | 4 – 1 | Uruguay     | Stade Monumental (Buenos Aires)                 |                                                 |
| | Belén 15e, 60e · Sosa 55e, 80e | (1 - 0) | Demarco 85e | Spectateurs : 80 000 Arbitrage : Isidro Ramírez | Spectateurs : 80 000 Arbitrage : Isidro Ramírez |
| Negri - Griffa, Murúa - Lombardo, Cap, Mouriño - Corbatta ( 46e Nardiello), Pizzuti, Sosa, Callá ( 46e Rodríguez), Belén | Équipes                        | Taibo - Martínez, Silveira - Mesías, Castillo, Miramontes - Pérez ( 56e Núñez), Demarco, Douksas, Escalada, Borges |             | Spectateurs : 80 000 Arbitrage : Isidro Ramírez | Spectateurs : 80 000 Arbitrage : Isidro Ramírez |

| 2 avril 1959                                                                                           | Paraguay        | 2 – 1 | Pérou             | Stade Monumental (Buenos Aires)                         |                                                         |
| | Aveiro 32e, 68e | (1 - 0) | Gómez Sánchez 51e | Spectateurs : 5 000 Arbitrage : Alberto da Gama Malcher | Spectateurs : 5 000 Arbitrage : Alberto da Gama Malcher |
| Casco - Gini, Lezcano - Villalba, Arévalo, C. Sanabria - Penayo ( Parodi), Insfrán, Aveiro, Cañete, Ré | Équipes         | Asca - Benítez, Flores - De la Vega, Fernández, Grimaldo - Gómez Sánchez, Loayza ( Iwasaki), Carrasco, Joya ( Urdániga), Seminario |                   | Spectateurs : 5 000 Arbitrage : Alberto da Gama Malcher | Spectateurs : 5 000 Arbitrage : Alberto da Gama Malcher |

| 2 avril 1959 | Chili      | 1 – 0 | Uruguay | Stade Monumental (Buenos Aires)                |                                                |
| | Moreno 88e | (0 - 0) |         | Spectateurs : 5 000 Arbitrage : Alberto Tejada | Spectateurs : 5 000 Arbitrage : Alberto Tejada |
| Coloma - R. Sánchez, Valdés - Navarro, Vera, H. Rodríguez - J. Soto, Hoffman ( Tobar), M. Soto, L. Sánchez ( E. Rojas), Moreno | Équipes    | Taibo - Martínez, Davoine - Mesías, Castillo, Mesías - Benítez ( 56e Núñez), Demarco, Douksas ( 46e Guaglianone), Escalada, Borges ( 74e Aguilera) |         | Spectateurs : 5 000 Arbitrage : Alberto Tejada | Spectateurs : 5 000 Arbitrage : Alberto Tejada |

| 4 avril 1959 | Argentine   | 1 – 1 | Brésil   | Stade Monumental (Buenos Aires)                |                                                |
| | Pizzuti 40e | (1 - 0) | Pelé 58e | Spectateurs : 85 000 Arbitrage : Carlos Robles | Spectateurs : 85 000 Arbitrage : Carlos Robles |
| Negri - Griffa ( 50e Cardoso), Murúa - Lombardo ( 46e Simeone), Cap, Mouriño - Nardiello, Pizzuti, Sosa, Callá ( 60e Rodríguez), Belén | Équipes     | Gilmar - Djalma Santos, Bellini - Coronel, Dino Sani, Orlando - Garrincha, Didí, Paulo Valentim ( Almir), Pelé, Chinesinho · |          | Spectateurs : 85 000 Arbitrage : Carlos Robles | Spectateurs : 85 000 Arbitrage : Carlos Robles |
| |             | |          |                                                |                                                |

| Championnat sud-américain de football de 1959 (1) - Vainqueur Argentine 12e titre |

## Meilleurs buteurs

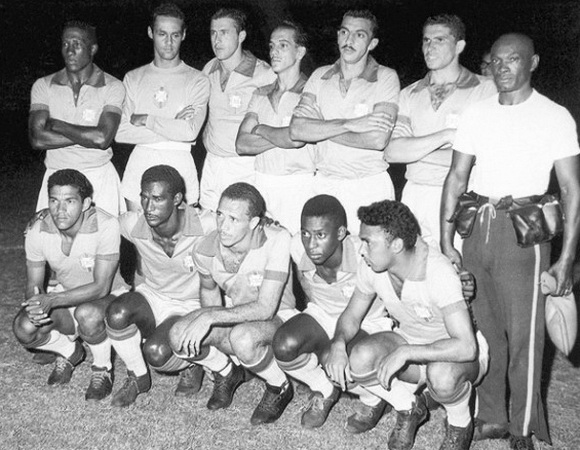
Le Brésil vice-champion d'Amérique du Sud 1959. Debout : Djalma Santos, Gilmar, Bellini, Esteves, Formiga, Coronel ; Accroupis : Garrincha, Didi, Paulo Valentim, Pelé, Chinesinho.

8 buts
- Pelé

6 buts
- José Aveiro

5 buts
- Paulo Valentim
- Miguel Loayza

4 buts
- Héctor Sosa